# Crotta d'Adda
Crotta d'Adda (Cròta in dialetto cremonese) è un comune italiano di 615 abitanti della provincia di Cremona, in Lombardia.

## Geografia fisica
Crotta d’Adda sorge sulle sponde del fiume Adda, non distante dal punto in cui esso confluisce nel Po.

## Origini del nome
Il nome del luogo Crotta deriva da un ramo della nobile ed antica famiglia Crotta o Crotti di stirpe longobarda, che nell'Alto Medioevo, da Bergamo si stabilì in questo luogo. I Crotti erano nobili arimanni Longobardi, cioè guerrieri Longobardi a cavallo, che all'epoca dell'invasione longobarda nel 568 d.C. si stabilirono a Bergamo, dopodiché s'insediarono anche in altre zone della Lombardia. Fra i membri della casata Crotti si annoverano: il re longobardo Rotari, suo figlio il re Rodoaldo, i duchi di Bergamo, compreso Rotari l'ultimo duca longobardo di Bergamo.

## Storia
Divenne nel XII secolo proprietà della chiesa di Milano. Passò poi nelle mani di importanti famiglie lombarde; insieme a Basiasco, Corno Giovine, Cornovecchio, Pizzighettone Maleo e Maccastorna costituì il territorio su cui la famiglia Vincemala (Vismara) esercitò il Mero e Misto Impero dal 1272 al 1381.

### Simboli
Lo stemma e il gonfalone sono stati concessi con decreto del presidente della Repubblica del 27 luglio 1987.
Il motto latino Fortitudo fatalis ("Forza fatale") riportato sul nastro attorcigliato al bastone, venne adottato dalla famiglia cremonese degli Stanga.
Il gonfalone è drappo di bianco.

## Monumenti e luoghi di interesse
- Villa Stanga[5]

## Società

### Evoluzione demografica
Abitanti censiti

La popolazione straniera residente al 31 dicembre 2015 era di 78 persone, pari al 12,07% della popolazione.